# 梅林达德蒙蒂哈
梅林达德蒙蒂哈，是西班牙卡斯蒂利亚-莱昂布尔戈斯省的一个市镇。总面积100平方公里，总人口900人（2001年），人口密度9人/平方公里。